# Матвиенко, Ярослав Юрьевич
Яросла́в Ю́рьевич Матвие́нко (род. 22 марта 1998, Красноярск, Россия) — российский футболист, полузащитник клуба «Легион».

## Карьера
Воспитанник красноярского футбола. Начинал карьеру в молодёжной команде «Енисея». За основную команду дебютировал 10 августа 2019 года в матче против Нефтехимика (2:2). В феврале 2021 года перешёл в клуб Армянской Премьер-лиги «Ной». Дебютировал в элитном дивизионе 4 марта в матче против «Лори» (0:2). В 2022 году подписал контракт с клубом «Вест Армения». В 2023 году защищал цвета миасского «Торпедо». В феврале 2024 года пополнил ряды «Рязани». 17 августа того же года провёл единственный матч в составе ялтинского «Рубина» против клуба «Ростов-2» (2:1). В 2025 году перешёл в «Легион».

## Достижения
- Серебряный призёр чемпионата Армении: 2020/21
- Победитель 4-й группы Дивизиона «Б» Второй лиги России: 2023
- Серебряный призёр 1-й группы Дивизиона «Б» Второй лиги России: 2024